# Notre-Dame-St-Cyprien (Château-Larcher)

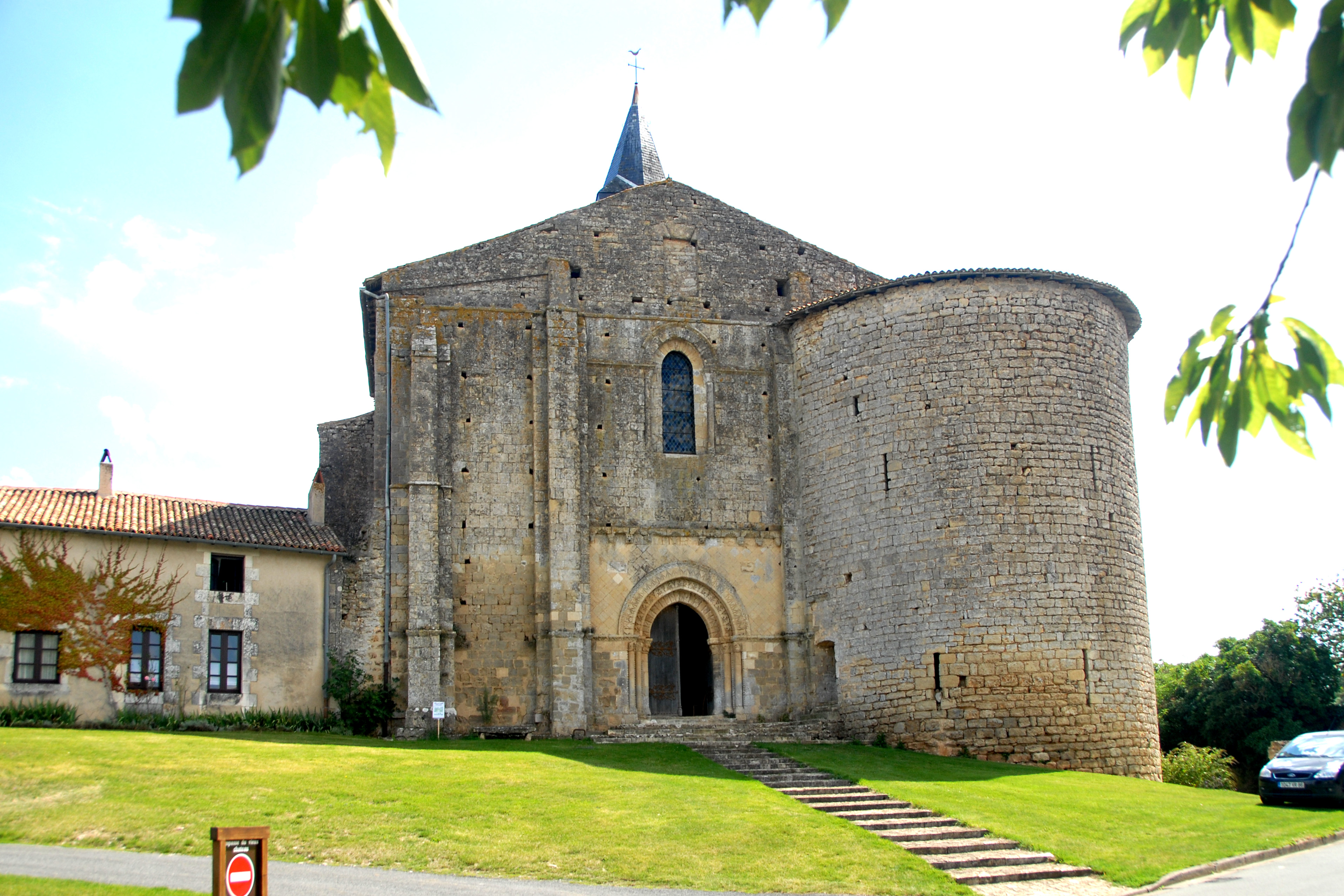
Kirche Notre-Dame und Saint-Cyprien mit Wehrturm, von Westen

Die Kirche Notre-Dame und Saint-Cyprien ist die romanische Pfarrkirche der Gemeinde Château-Larcher. Sie ist als historisches Denkmal (Monument historique) klassifiziert. Durch Kriegs- und Wettereinwirkung und die darauf folgenden Reparaturen wurde das Gebäude verschiedentlich verändert.

## Geschichtliches
Dass es einen Vorläufer der heutigen Kirche im 10. Jahrhundert oder gar noch früher gegeben hat, kann nicht ausgeschlossen werden, da es eine Urkunde aus dem Jahr 969 gibt, in der es um die Gründung eines Priorates des damaligen Ortes Mesgon (oder Metgon), des späteren Château-Larcher geht. Diese Urkunde erwähnt eine „Kapelle“, die der heiligen Jungfrau gewidmet ist, und eine Enklave auf dem Gelände der Burg (die Konventsräume). Ihre Nutzung wurde vier Benediktiner-Mönchen eingeräumt. Ebenso wird darin auch die Mühle von Mesgon erwähnt, deren Nutzung den Mönchen ebenfalls zugesprochen wurde.
Die „Kapelle“ oder ein anderer Vorgängerbau müsste dann von Ebbon, Herr von Mesgon, oder von seinem Sohn Achard, dem Namensgeber der Burg und des späteren Orts Château-Larcher erbaut worden sein.
Die meisten heute erhaltenen Bauteile, wie die Fassade und das Portal, aber auch das weitgehend zerstörte Kopfende mit den drei Apsiden, sind im Stil des Übergangs von der Vorromanik zur Romanik erbaut worden, man kann annehmen unter Hugo IX. von Lusignan und Herr von Château-Larcher von 1196 bis 1223.
Die Kirche war, wie auch die Festung, im 14. Jahrhundert mehreren Belagerungen ausgesetzt. Ein Manuskript aus dem Jahr 1454 schildert den Zustand des Verfalls. Die Beschädigungen wurden von Jeanne de Maillé ziemlich gut repariert.
Ein Jahrhundert später brachen die Hugenottenkriege (1562–1598) aus, die im Poitou sehr blutig waren. Nach der Belagerung und Einnahme der Burg Lusignan (20. Juli 1569) zogen die Hugenotten unter der Führung von Admiral Gaspard II. de Coligny in Poitiers ein. Vor ihrem Rückzug plünderten sie die Stadt und brannten alles nieder. Auch die Kirche Notre-Dame und Saint-Cyprien, die soeben wiederhergestellt worden war, wurde in Brand gesetzt.
Als im Poitou der Frieden geschlossen worden war, begannen René de Rochechouart, Sohn und Nachfolger von François de Rochechouart, beide Herren von Château-Larcher, mit den Reparaturen der zerstörten Gebäude. Sie restaurierten im Jahr 1572 den Dachstuhl und die Gewölbe, die man in den Seitenschiffen anhob.

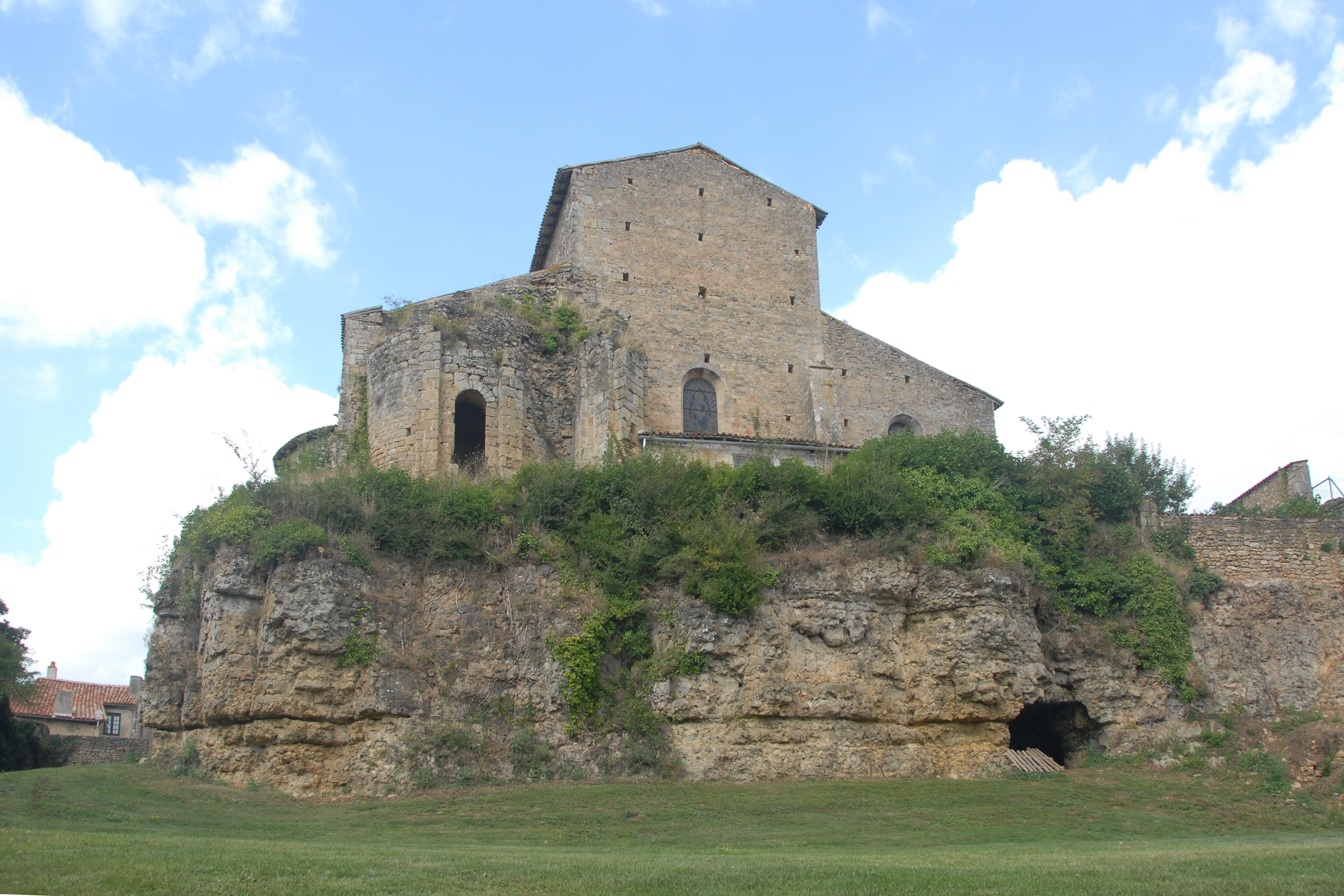
Kirche von Osten

Sechsundzwanzig Jahre danach ließ ein Gewitter im Dorf mehrere Privathäuser einstürzen und beraubte die Kirche ihres Daches.
1668 traf ein neues Unglück das Gebäude. Entweder durch die „Beleidigungen der Zeit“ oder durch die Auswirkung der Belagerungen, oder sogar durch ein Erdbeben, senkte sich das Kopfende der Kirche im Ganzen ab und führte zum Einsturz der zentralen Apsis, der nördlichen Apsis und des Glockenturms. Die südliche Apsis wurde im oberen Bereich beschädigt. Erst zwölf Jahre nach dieser Katastrophe, im Jahre 1680, dachte man an die Möglichkeit einer Wiederherstellung.
Louis de Rochechouart, Marschall von Vivonne und Herr von Château-Larcher, gab „50 Fuß Eichen für den Dachstuhl“. Die Apsiden wurden dabei durch eine gerade Wand aus Bruchsteinmauerwerk ersetzt.
Die Reparatur des Dachstuhls, insbesondere des Dachfirstes, wurde offensichtlich nicht mit genügend Sorgfalt ausgeführt. Im Jahre 1760, als die Kirche beinahe hätte wieder konsekriert werden sollen, dauerte es noch, bis die benötigte Summe von 1.200 Pfund zusammengekommen war. Kaum war dies erledigt, schlug im August ein Blitz in den Kirchturm ein und verursachte wieder einen ziemlich großen Schaden. Bereits im folgenden Jahr konnte der Glockenturm und der Dachstuhl unter finanzieller Beteiligung der Bewohner wieder repariert werden.
Im Jahre 1871 wurde bei der Wiederherstellung des Kirchturms festgestellt, dass die höchsten Schiefer das Datum 1761 und den Namen des Herrn von Blom, Lord Maugué und von Écrouzilles trugen.
Während der Französischen Revolution (1789) wurde die Kirche wie viele andere durch die Volksversammlungen geschändet. Die Skulpturen wurden zerstört, die Altäre und die Kanzel verbrannt. Von 1793 bis 1801 gab es keine Gottesdienste.

## Das Kirchengebäude
| Einige Dimensionen (ohne Pfeilervorlagen): - Gesamtlänge außen (Schiff und Chor): 28,90 m - Maximale Breite in Joch drei: 22,85 m - Breite in Joch 1 und 2: 17,50 m - Breite Mittelschiff innen: 6,80 m - Länge Mittelschiff innen: 29,40 m - Gesamtbreite in Joch 1 und 2 innen: 14,75 m - Gesamtbreite in Joch 3 innen: 20,30 m - Breite Chor innen: 5,24 m - Tiefe Mittelapsis: 7,30 m - Breite äußere Apsiden innen: 3,97 m - Tiefe der äußeren Apsiden: 3,00 m - Höhe der Gewölbe im Scheitel: 13,00 m |

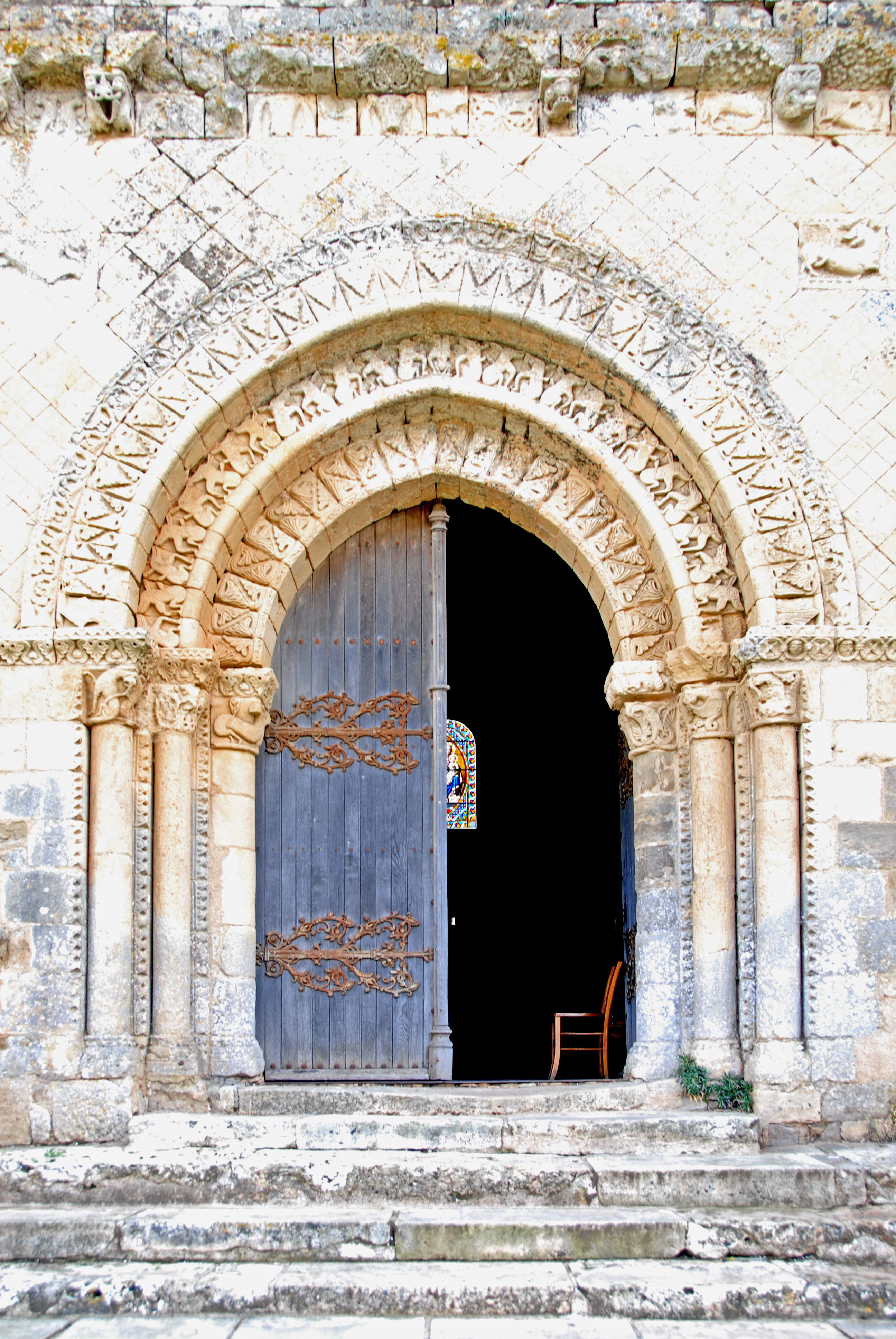
Hauptportal

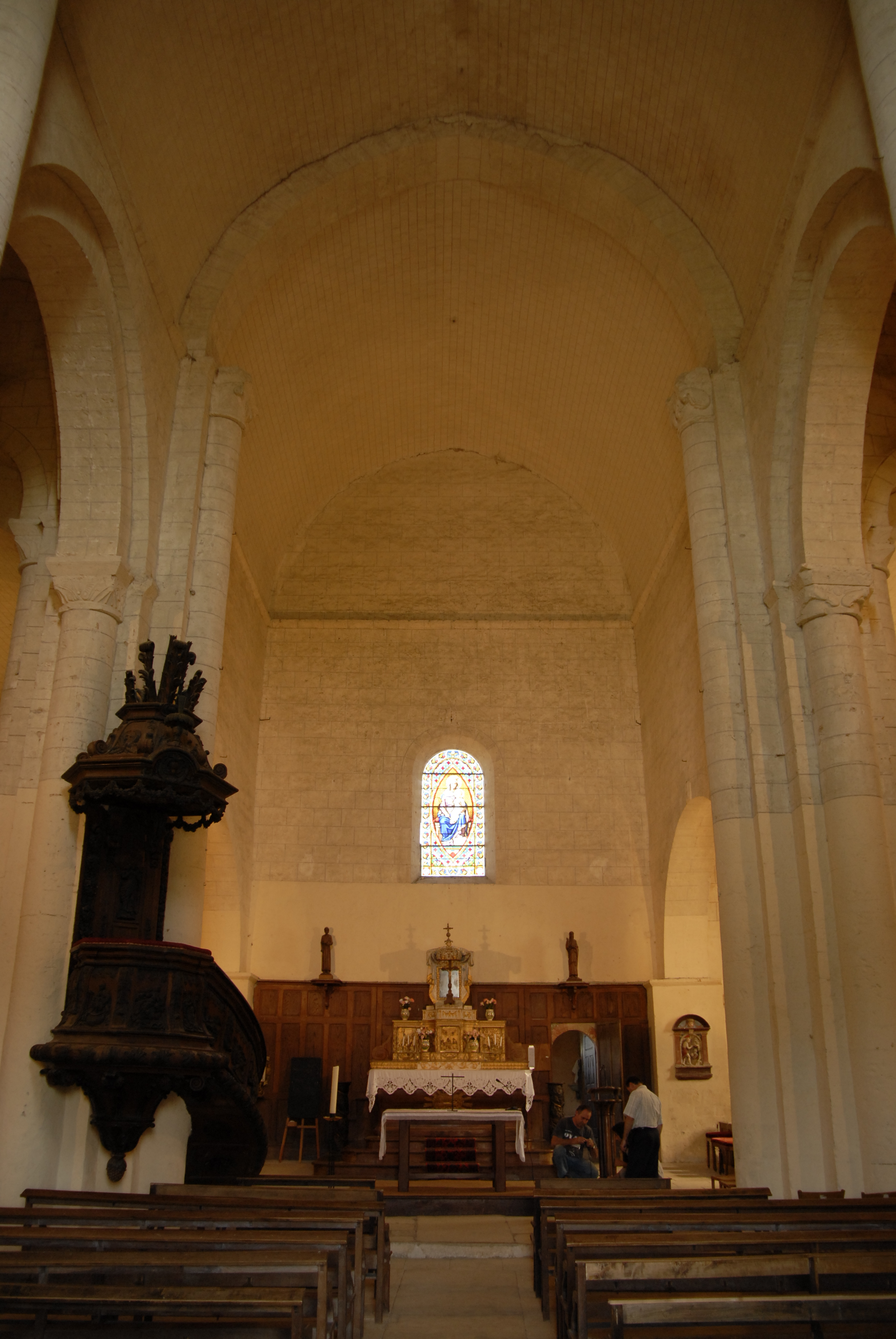
Mittelschiff, das 3. Joch

Die Kirche besaß ursprünglich einen basilikalen Aufriss mit einem Mittelschiff und um etwa 1,50 m niedrigeren Seitenschiffen. In der Länge werden die Schiffe in drei Joche unterteilt. Die Seitenschiffe der ersten beiden Joche sind sehr schmal, das dritte Joch ist aber fast doppelt so breit. Der Grundriss täuscht hier ein Querhaus vor. Es handelt sich aber bei den vermeintlichen „Querhausarmen“ um verbreiterte dritte Joche der Seitenschiffe. Sie sind ebenfalls in Längsrichtung eingewölbt. Die sehr niedrigen Scheidbögen des dritten Jochs lassen auch nicht den Eindruck eines Querhauses aufkommen.
Im Laufe der Jahre wurden eingestürzte Gewölbe erneuert und teilweise auch verändert. Es gab vermutlich auch Probleme mit der Einleitung der waagerechten Schubkräften der Gewölbe in die Außenwände, da diese nachträglich mit Wandvorlagen verstärkt worden sind, und zwar unabhängig von der Lage der die Joche trennenden Gurtbögen. Im Jahr 1572 hat man, wohl nach einem Einsturz der schmalen Seitenschiffgewölbe in Joch eins und zwei, die neuen Gewölbe um etwa 1,50 m höher angeordnet, was den basilikalen Charakter des Aufrisses veränderte, aber nur in diesen beiden Jochen. Dabei wurden die vorstehend genannten Pfeilervorlagen nicht um dieses Stück verlängert.
Das etwa 6,80 m breite Mittelschiff wird von einer halbrunden Tonne eingewölbt, deren drei Joche durch rechteckige Gurtbögen getrennt sind. Die Jochlängen sind unterschiedlich, und zwar Joch eins 4,90 m, Joch zwei 5,40 m und Joch drei 6,65 m. Die Kanten der Scheidbögen, die die Tonnen tragen, haben in Joch eins und zwei rechtwinklige Rückversätze. Die wesentlich tieferen Scheidbögen in Joch drei haben einfache rechtwinklige Kanten. Die in Joch eins und zwei 2,30 m und in Joch drei 5,40 m breiten Seitenschiffe sind mit halbrunden Tonnen eingewölbt, die wie im Mittelschiff mit Gurtbögen unterteilt sind. Auf den Wänden der Schiffe werden die Gewölbeansätze mit einem waagerechten profilierten Kraggesims markiert. Ein nachträglich eingebautes Fenster über der Eingangstür erhellt das Mittelschiff.
Die beiden Pfeilerbündel zwischen den Jochen eins und zwei bestehen aus quadratischen Kernen und sind auf allen vier Seiten mit halbrunden Diensten bekleidet. Die beiden Pfeilerbündel zwischen Joch zwei und drei bestehen wieder aus einem quadratischen Kern, der aber nur auf drei Seiten die halbrunden Säulenbekleidungen aufweisen. Auf der östlichen Seite des Pfeilerbündels schließen rechtwinklige Wandstücke an, die in die einfachen Scheidbögen des Jochs drei übergehen. Am oberen Ende der halbrunden Dienste und unter den Bogenansätzen befinden sich oft sehr schlicht gestaltete Kapitellskulpturen.

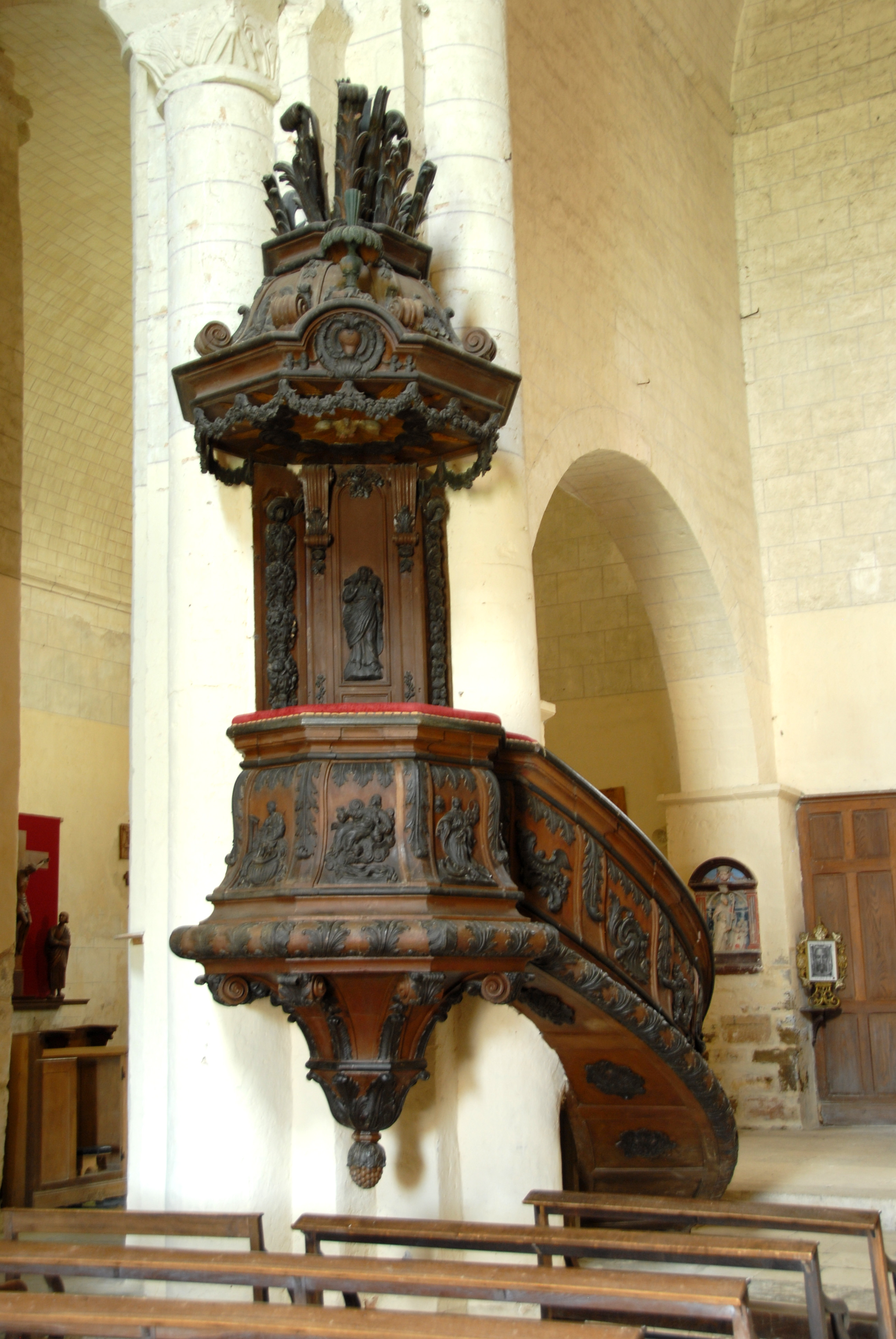
Kanzel

Der ehemalige Chor mit Apsis und die sie nördlich flankierende Seitenschiffapsis sind durch eine im Jahr 1668 aufgetretene Bodenabsenkung fast vollständig eingestürzt und verschwunden. Es verblieb noch ein kleiner Rest der südlichen Seitenwand des Chors. Der Chor war geringfügig schmäler als das Mittelschiff, bestand aus einem Joch, das mit einer Tonne überwölbt war, und einer halbkreisförmigen Apsis, die mit halber Kuppel eingewölbt war. Hier gab es drei kleine rundbogige Fenster. Joch und Apsis waren durch einen Gurtbogen auf Wandvorlagen getrennt. Die beiden Seitenschiffapsiden hatten einen halbkreisförmigen Grundriss und waren mit einer Halbkuppel eingewölbt. Die südliche Apsis existiert noch weitgehend, ist aber nicht zugänglich und vermutlich innen stark erodiert, da ihr das schützenden Dach fehlt. Alle Apsiden besaßen außen vertikale Unterteilungen durch einfache Pfeilervorlagen. Die beim Einsturz des Chors und der nördlichen Apsis entstandenen großen Wandöffnungen und die noch intakte rundbogige Öffnung der südlichen Apsis wurden Ende des 17. Jahrhunderts mit glatten Wänden verschlossen, in denen zwei kleine rundbogige Fenster ausgespart wurden. Die weggefallene nördliche Chorwand ersetzte man durch einen Stützpfeiler mit abgeschrägter Außenseite.
Äußerlich ist von Südost deutlich erkennbar, dass das südliche Seitenschiff in Joch eins und zwei einmal erhöht worden war. Davon zeugen noch die alten Kragsteine der ehemaligen Traufgesimse, über denen noch ein beachtliches Stück Wand hochgezogen wurde. Im Bereich des dritten Jochs sind die Dächer des Seitenschiffs deutlich tiefer angeordnet, was bei den Wänden des Mittelschiffs zu einer Obergadenzone, jedoch ohne Fenster, führt (basilikaler Aufriss). Von Osten ergibt sich ein demoliertes Bild des ehemaligen Chorhauptes. Statt des Chors und seiner runden Apsis sieht man nur den kantigen Giebel des dritten Jochs des Mittelschiffs. Auf dessen beiden Seiten schließt sich je ein Pultdach an, das die Wölbung des dritten Jochs des Seitenschiffs überdeckt. Auf der Südseite des ehemaligen Chors ist noch die Apsis der südlichen Kapelle zu erkennen. Sie wird offensichtlich noch von einer halben Kuppel überwölbt, die aber nicht mehr von einem Dach geschützt wird.

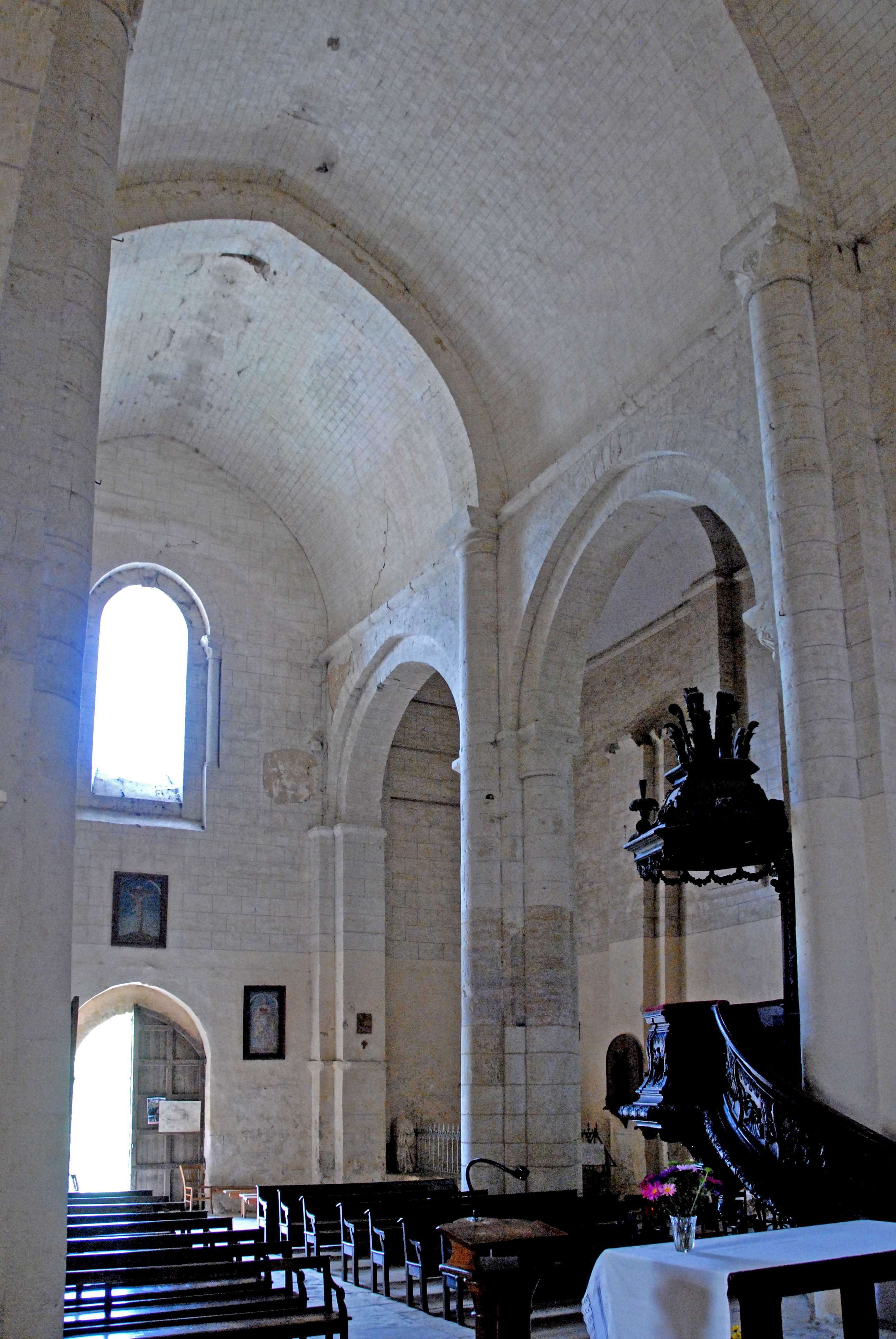
Hinteres Mittelschiff

### Fassade
Die Fassade wurde bereits im 14. Jahrhundert durch den Anbau eines Festungsturms auf der südwestlichen Ecke verändert. Der Turm hat einen Durchmesser von 10,30 m und verdeckt den Bereich des südlichen Seitenschiffs einschließlich der Dicke der Mittelschiffwand. Er bleibt aber in der Höhe unter den Traufen der Kirche. Die obere Kontur der Fassade wurde vermutlich mit der Erhöhung der Gewölbe der Seitenschiffe Ende des 16. Jahrhunderts ebenfalls angeglichen. Die Fassade wurde ursprünglich durch bis etwa in Traufhöhe reichende Wandvorlagen, mit rechtwinkligen Rückversätzen, vertikal in drei Abschnitte geteilt, und zwar etwa im Verhältnis eins zu zwei zu eins. Das entspricht in etwa den Breiten der dahinter befindlichen Schiffe. Knapp unterhalb der Traufe verläuft über die ganze Fassadenbreite ein Rückversatz des Giebelfeldes dessen Abdeckplatten leicht auskragen. Das Giebelfeld besaß in der Mitte ein rechteckiges Fenster, dass aber mit geringem Rücksprung zugemauert worden ist. Die Ortgänge werden durch die Ziegel des leicht geneigten Daches abgedeckt.
Der Mittelabschnitt der Fassade wird noch einmal knapp unter seiner halben Höhe durch ein Kraggesims waagerecht unterteilt, das von skulptierten Kragsteinen gestützt wird. Das dreifach gestufte Archivoltenportal besitzt leicht angespitzte Bögen mit rechtwinkligem Querschnitt, deren Keilsteine einzeln in radialer Anordnung skulptiert sind. Die Bögen stehen auf dicken profilierten Kämpfern, die seitlich des Portals als Gesims weitergeführt sind und noch über die Mauervorlagen reichen. Die Kämpfer ruhen auf skulptierten Kapitellen. Darunter stehen auf jeder Seite drei zylindrische Säulen, deren innere fast doppelt so dick sind wie die anderen. Die Säulen werden begleitet von ornamentierten Mauerecken.
In der zweiten Zone des Mittelfeldes öffnet sich ein rundbogiges Fenster, dessen Archivoltenbogen bis unter das Giebelfeld reicht. Das Fenster wird unmittelbar eingerahmt von glatten Steinen und Keilsteinen des Rückversatzes der Wand. Weiter außen folgt die Einfassung mit einer Archivolte auf profilierten Kämpfern, die seitlich als Gesimsband waagerecht bis gegen die Wandvorlagen geführt sind. Die skulptierten Kapitelle werden von Rundsäulen mit profilierten Basen getragen.

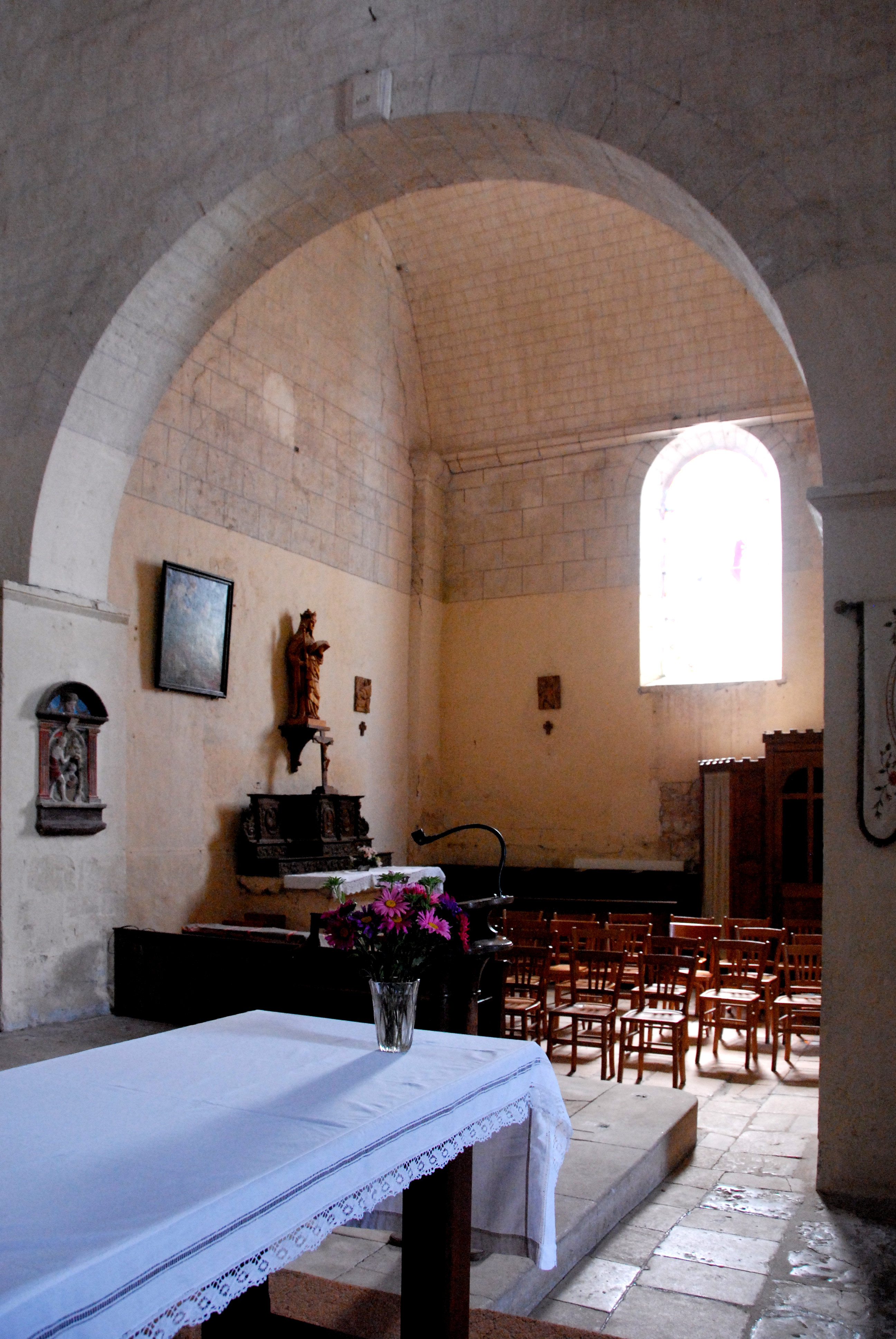
Arkade zum südl. Seitenschiffjoch 3
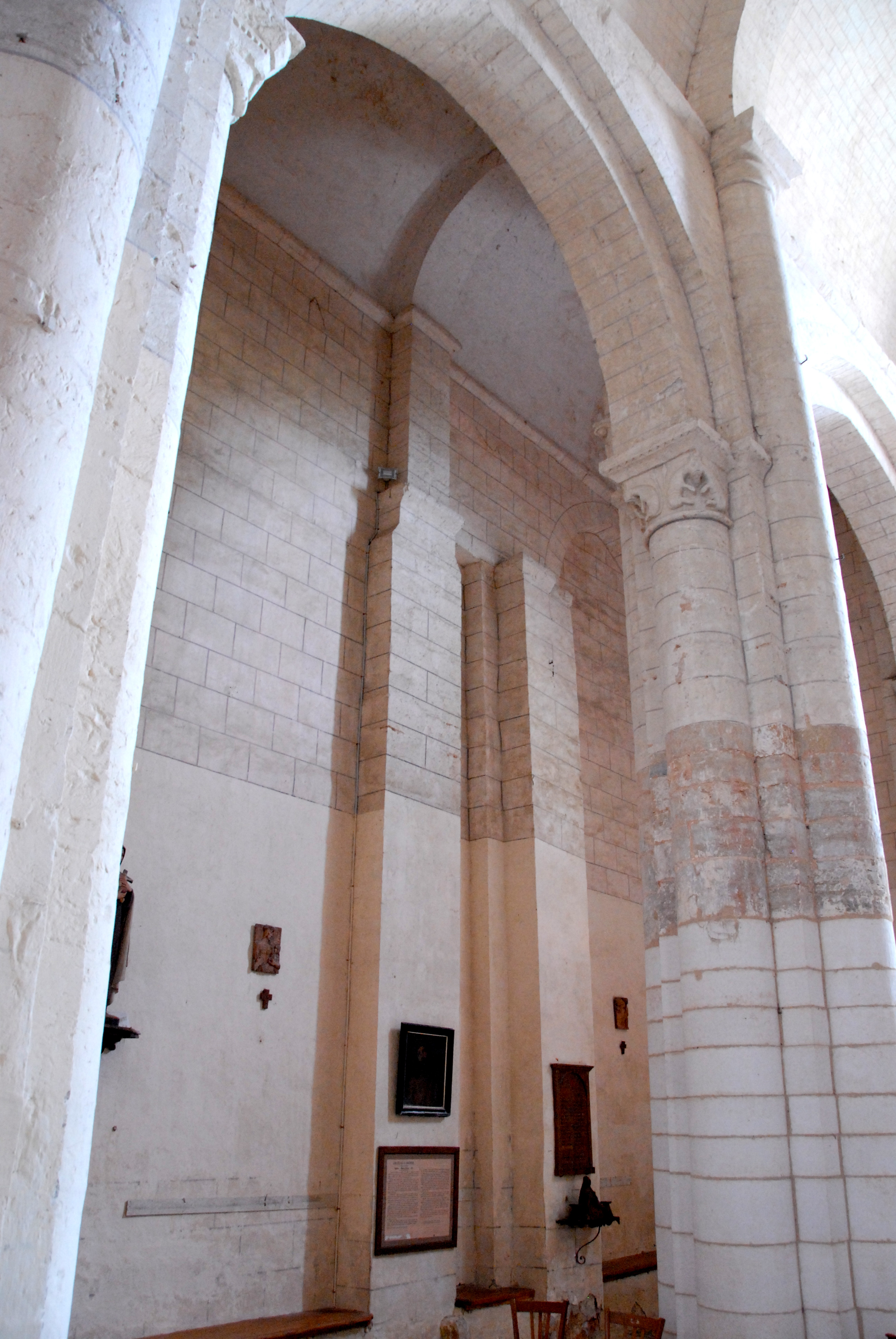
Nördliches Seitenschiff
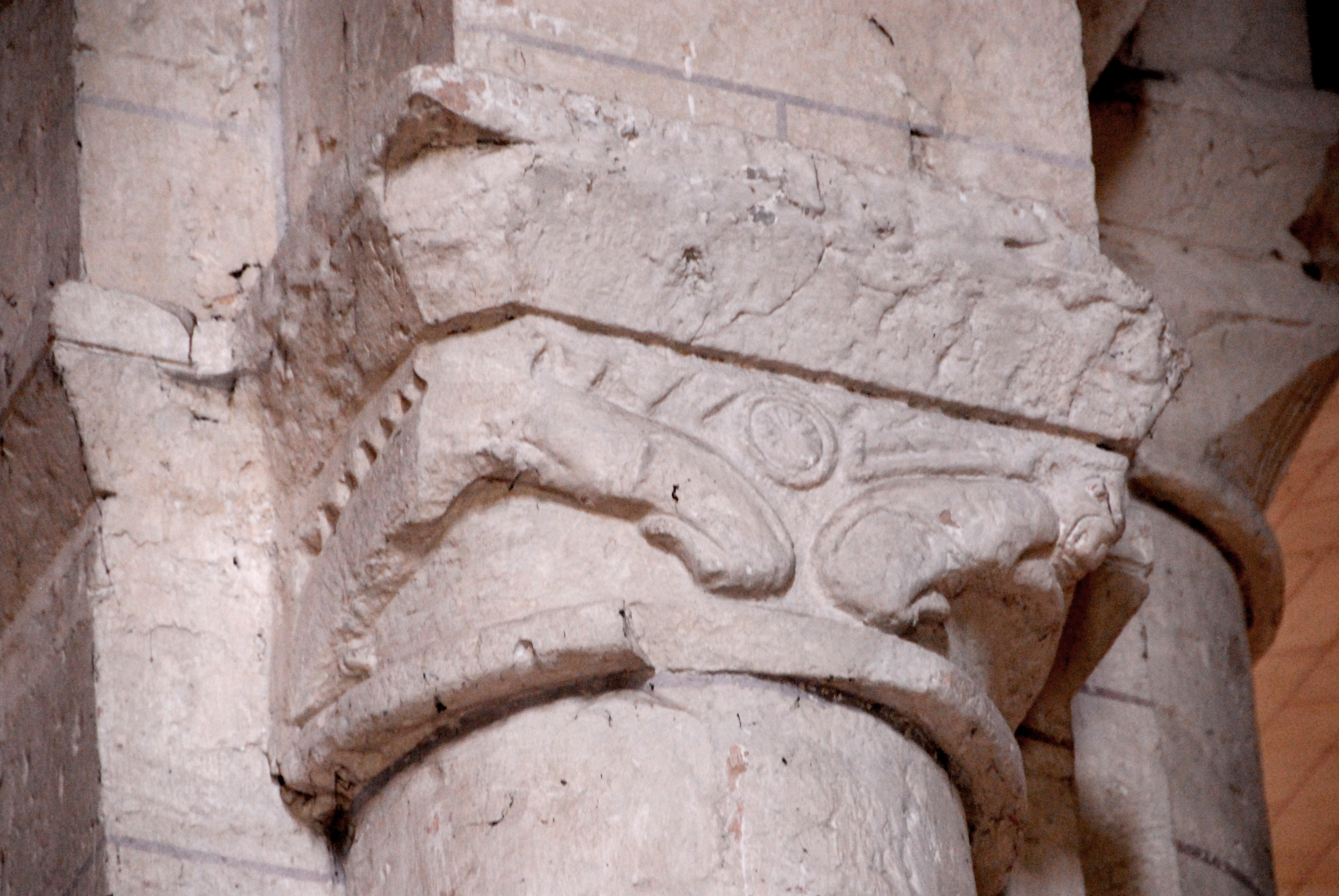
Kapitell Schiffpfeiler
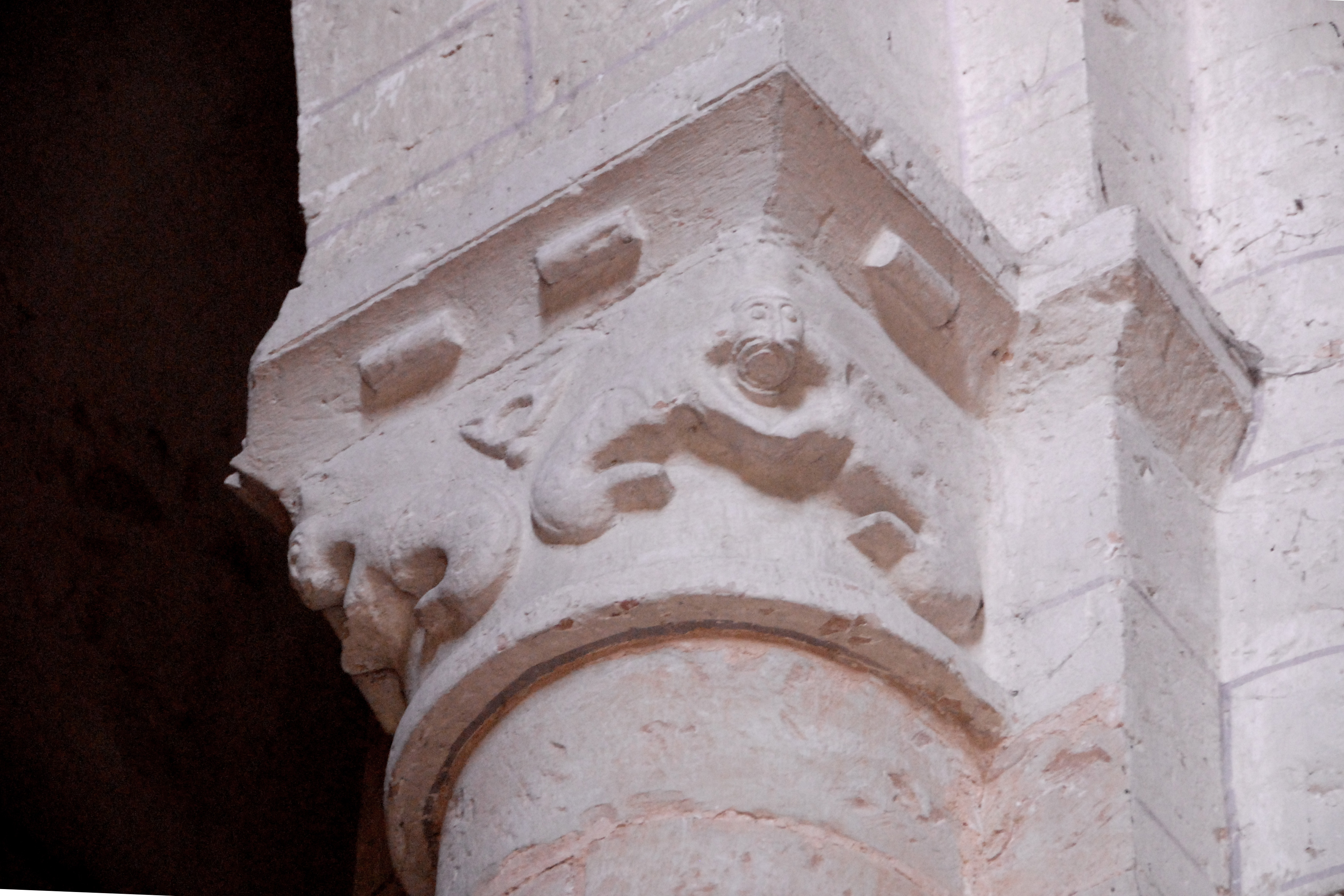
Kapitell Schiffpfeiler, Kämpfer mit Rollenfries

#### Die Fassadenskulptur

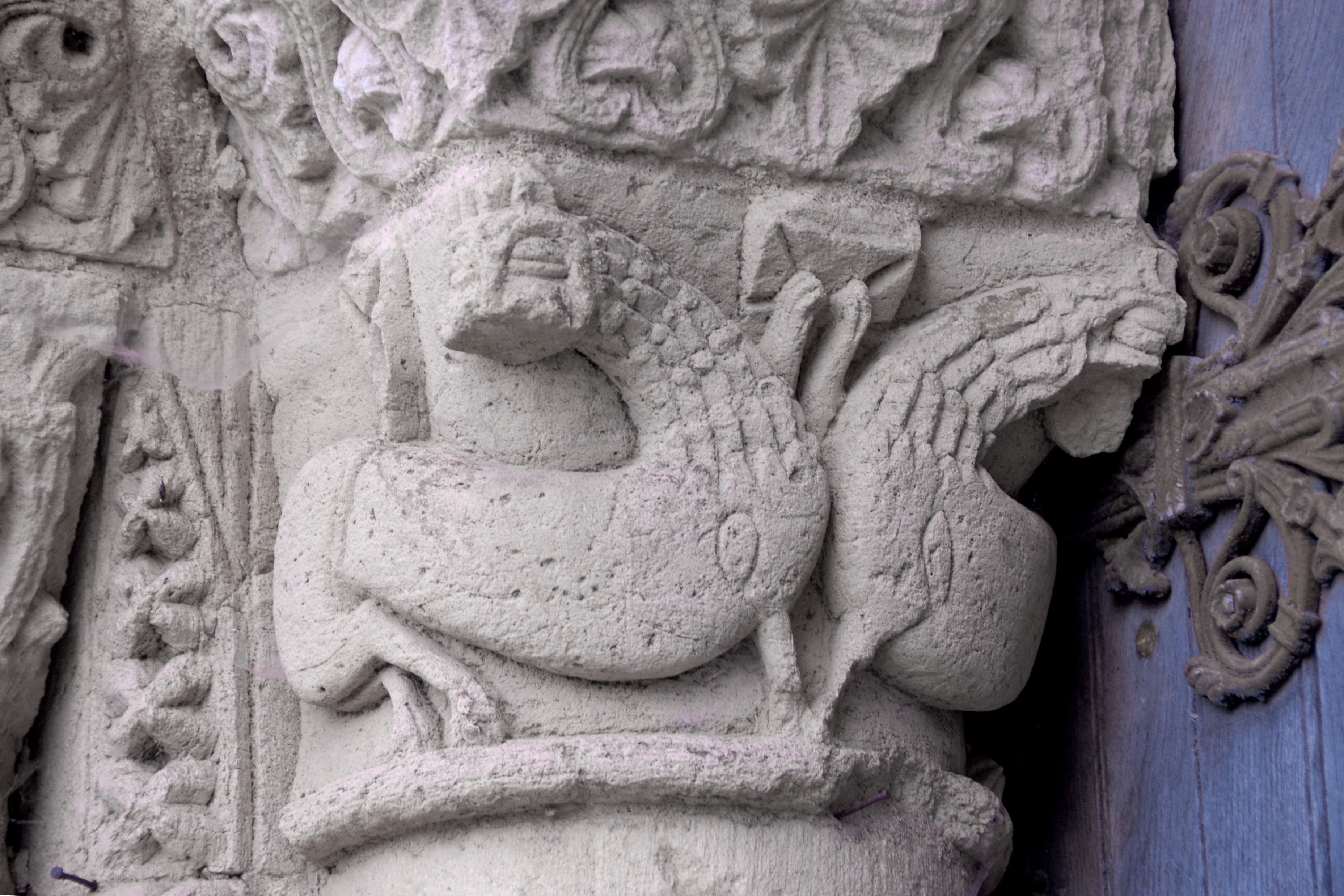
Portalkapitell 1 links, innen
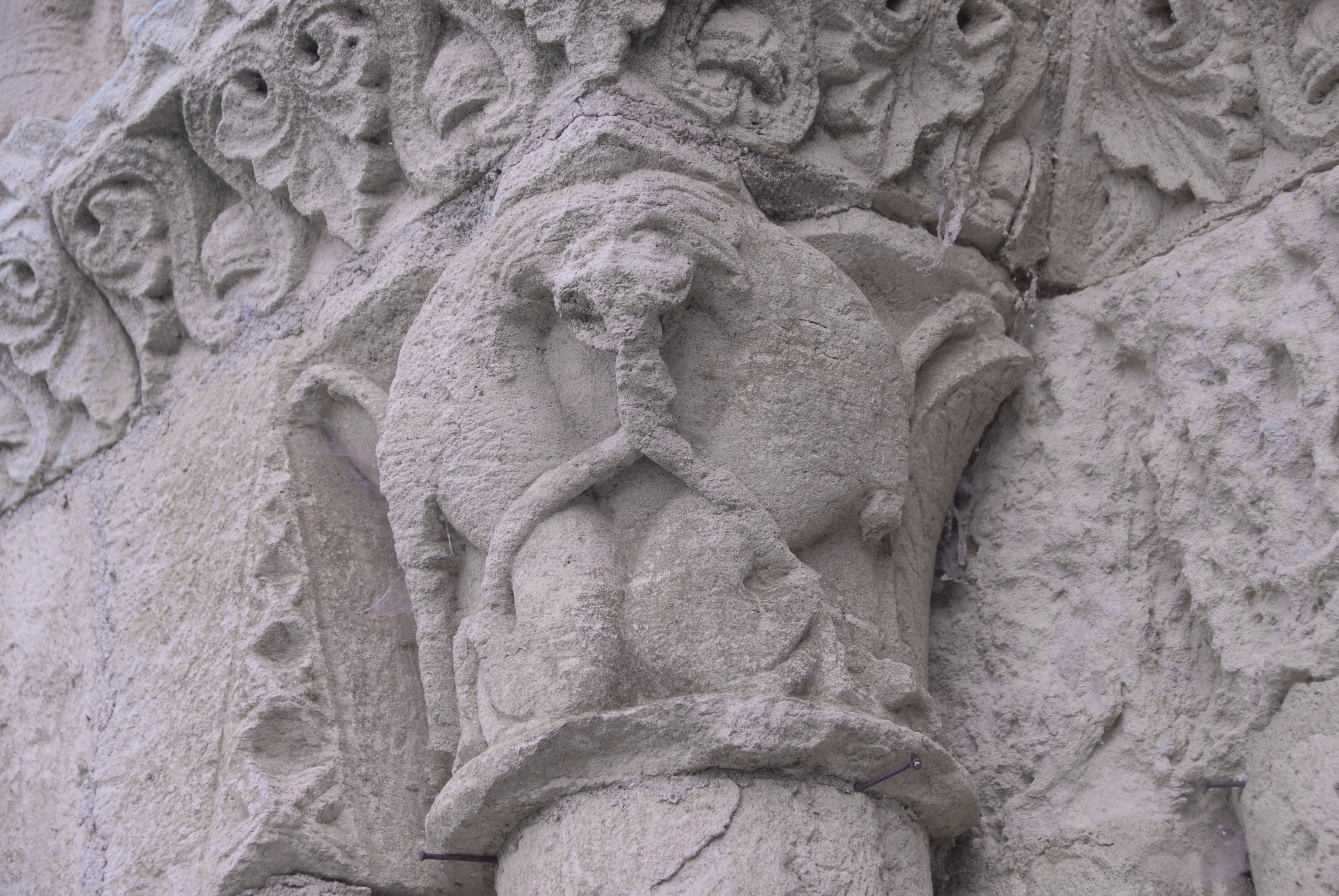
Portalkapitell 3 links, außen
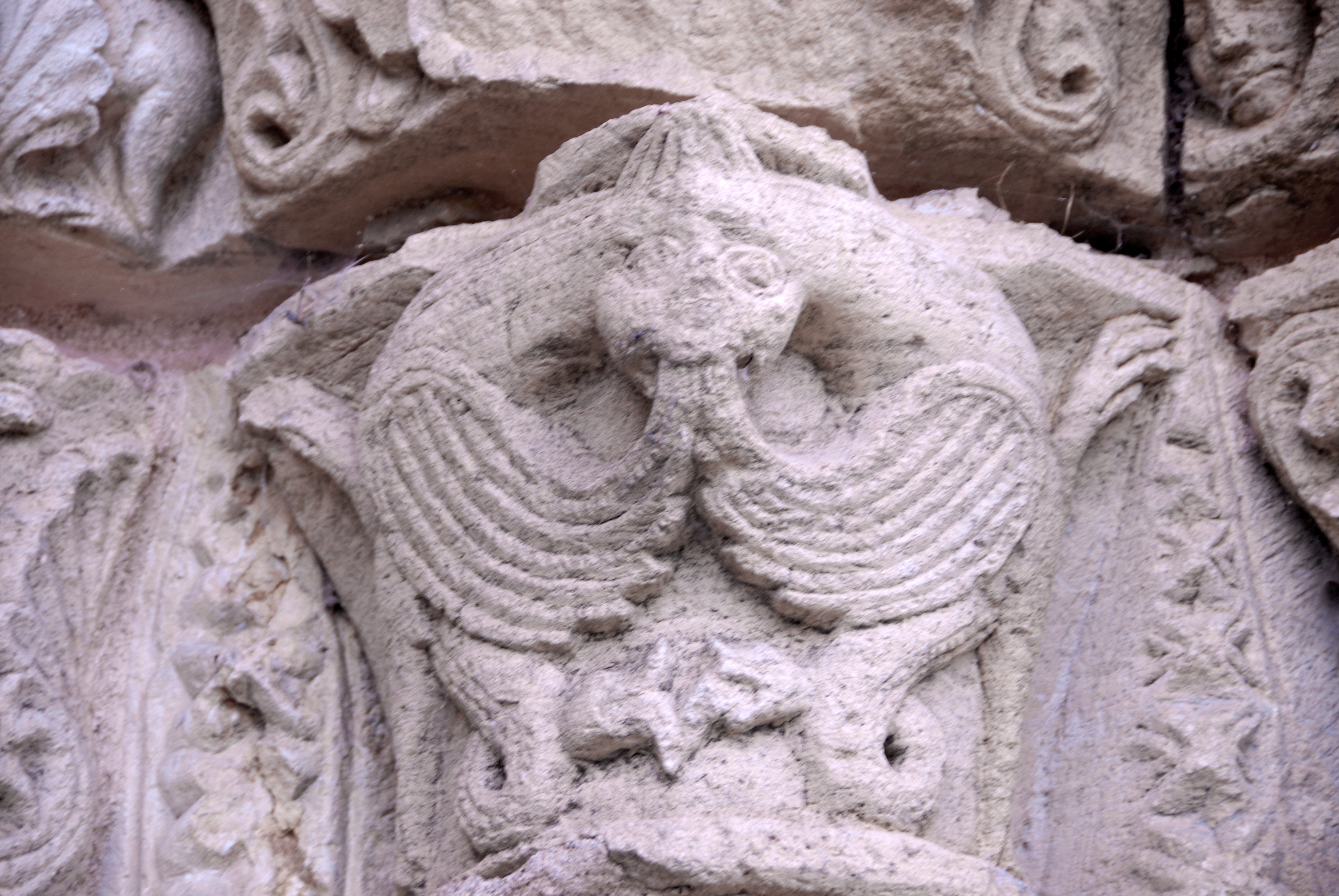
Portalkapitell 2 rechts, Mitte
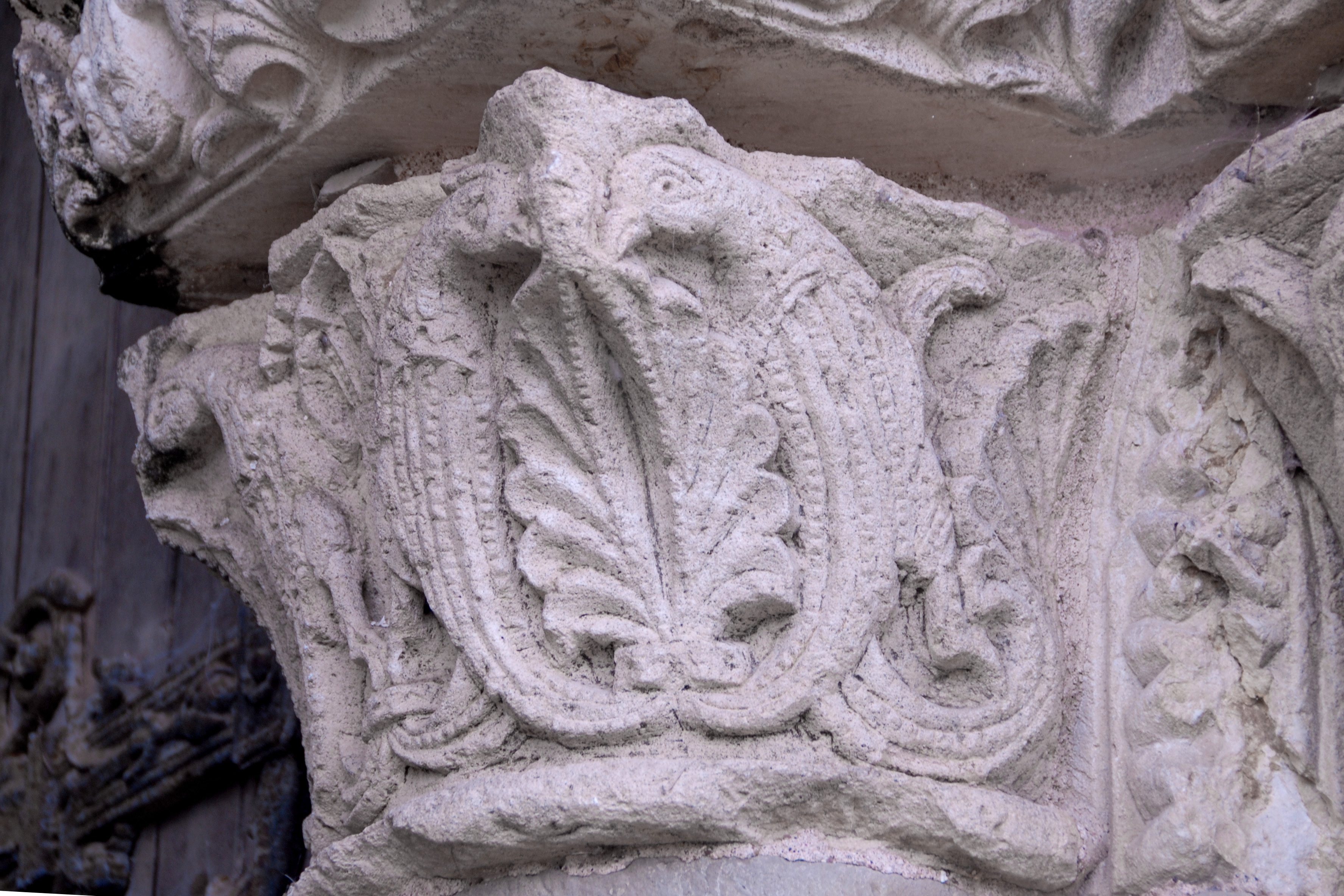
Portalkapitell 1 rechts, innen

Die Archivoltenkapitelle des Hauptportals (Nummerierung von innen nach außen)
Linke Seite:
- Kapitell 1 wird von zwei Tieren mit Katzenköpfen umschlossen, deren Beine oben wie unten in den Kapitellrand übergehen.
- Kapitell 2 ist geschmückt mit Rankenwerk, das aus dem Rachen eines fantastischen Tieres wächst.
- Kapitell 3 ist mit zwei auf der Ecke gegeneinander gelehnten Tieren geschmückt. Ihre Schwänze treffen sich in einem gemeinsamen Maul.

Rechte Seite:
- Kapitell 1 ist dekoriert mit zwei Vögeln (Silberreiher). Im Schnabel halten sie eine Frucht, die sie einer Palmette entnommen haben.
- Kapitell 2 zeigt zwei Greifen mit einem gemeinsamen Kopf, mit Mäulern am Ende ihrer Flügel. Ihre Schwänze enden in Schlangen -Köpfen.
- Kapitell 3 zeigt vier Vögel, deren Flügel in Palmetten enden. Sie sammeln paarweise mit ihren Schnäbeln Früchte.

Schmuck der Kämpfer und deren weitergeführten Bänder:
Auf der linken Seite sind die Kämpfer und deren Verlängerung rein pflanzlich ornamentiert. Das Gleiche gilt für die rechtsseitigen Kämpfer, die stark beschädigt sind. Das weiter nach rechts führende Band trägt eine Reihung von zu Kränzen gebundenen Ranken, die in unterschiedlichen Abständen kleine Porträts von Köpfen enthalten.

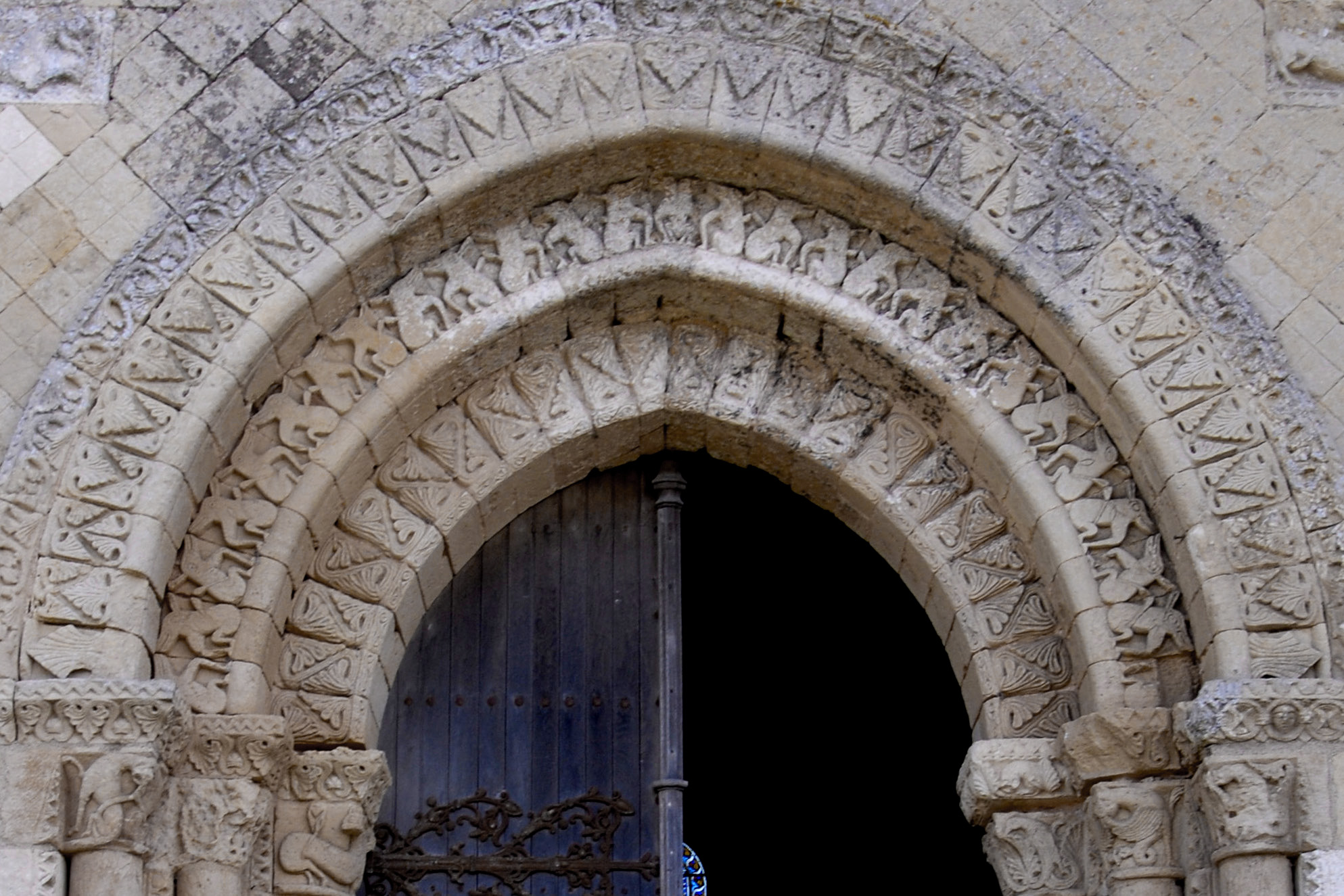
Archivoltenbögen Hauptportal
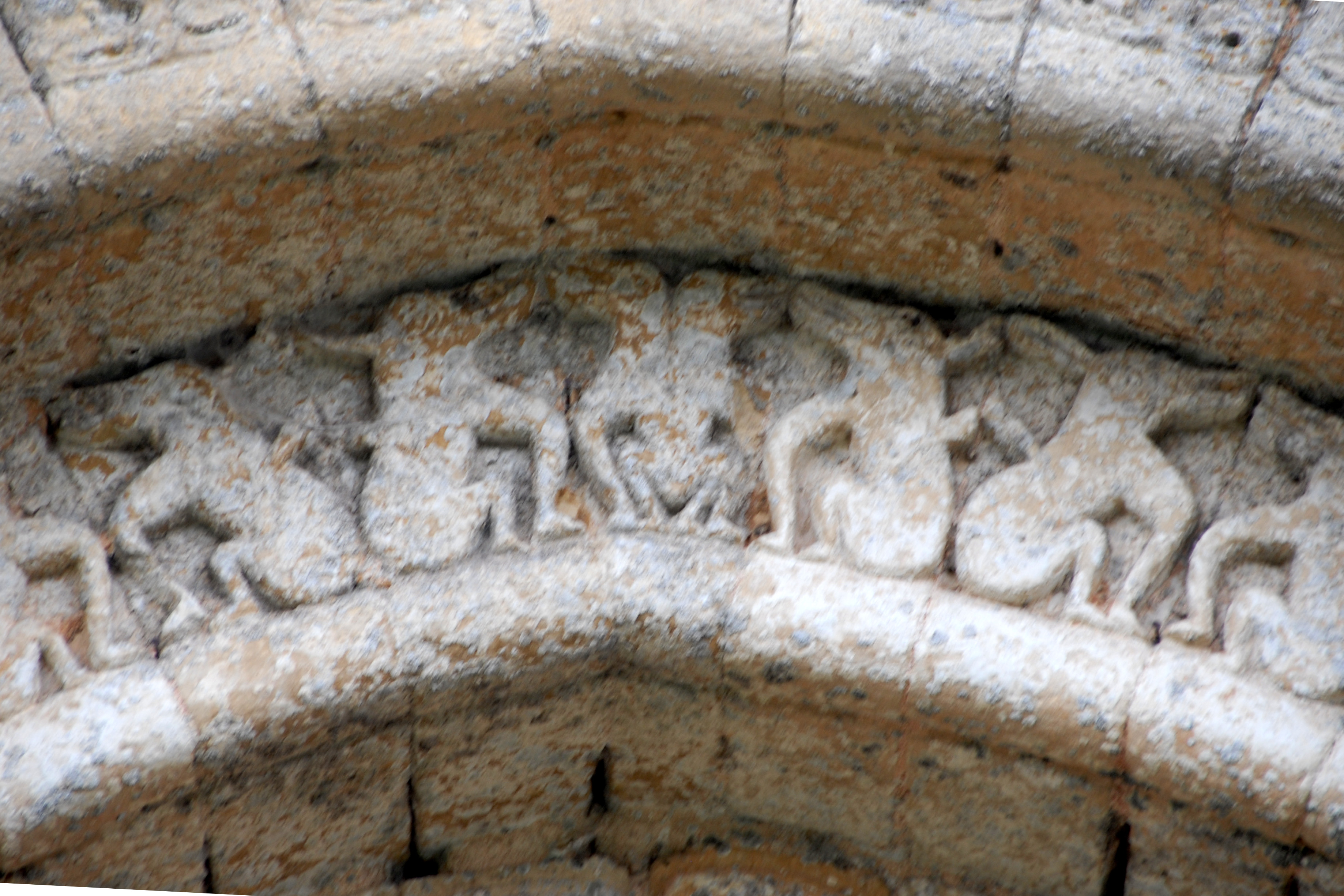
Archivoltenbögen, Scheitel

Die Archivoltenbögen des Hauptportals
Nur die Frontseiten der Keilsteine tragen Skulpturen. Ihre Innenseiten sind glatt ausgebildet, ihre innere Kanten sind gerundet profiliert.
- Bogen 1 (innen): Die Keilsteine zeigen ein dreieckig gefächertes Blatt- und Rankenwerk in besonders aufwändiger Steinmetzarbeit. Leider sind einige Steine beschädigt.
- Bogen 2: Auf ihm können 27 Tiere gezählt werden, einige sind doppelt übereinander gestaffelt angeordnet. Vermutlich wollte der Steinmetz Schweine darstellen. Sie sitzen und stehen sich paarweise gegenüber, ihre Schwänze zwischen den Beinen oder nach oben weisend.
- Bogen 3: Die etwas breiteren Keilsteine zeigen wieder ähnliches Blatt- und Rankenwerk wie auf dem Bogen 1. Der äußere Archivoltenbogen wird umfangen von einem Schmuckband mit pflanzlicher Ornamentik.

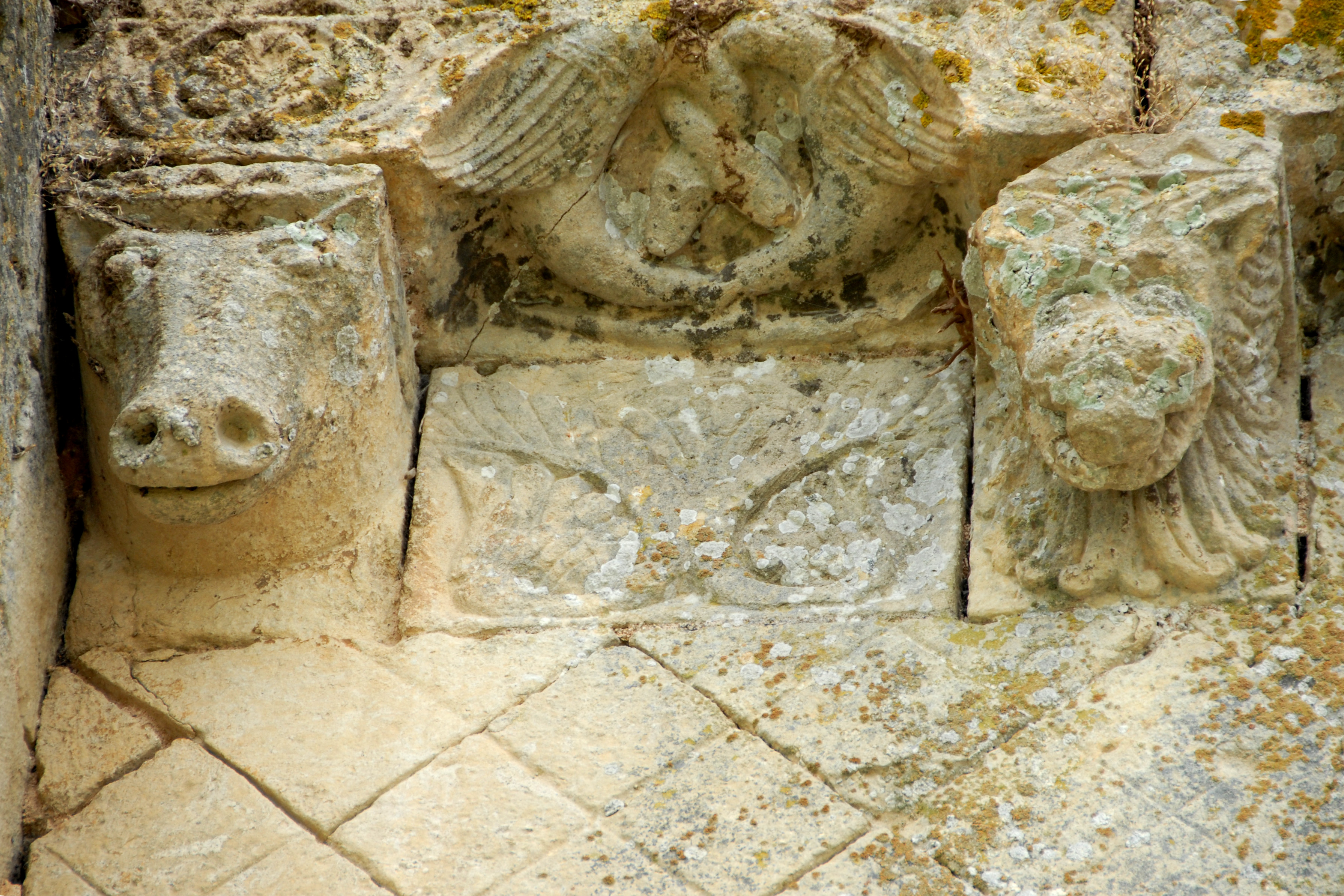
Fassade, Kraggesims, Kragsteine 1 + 2 und Metopen
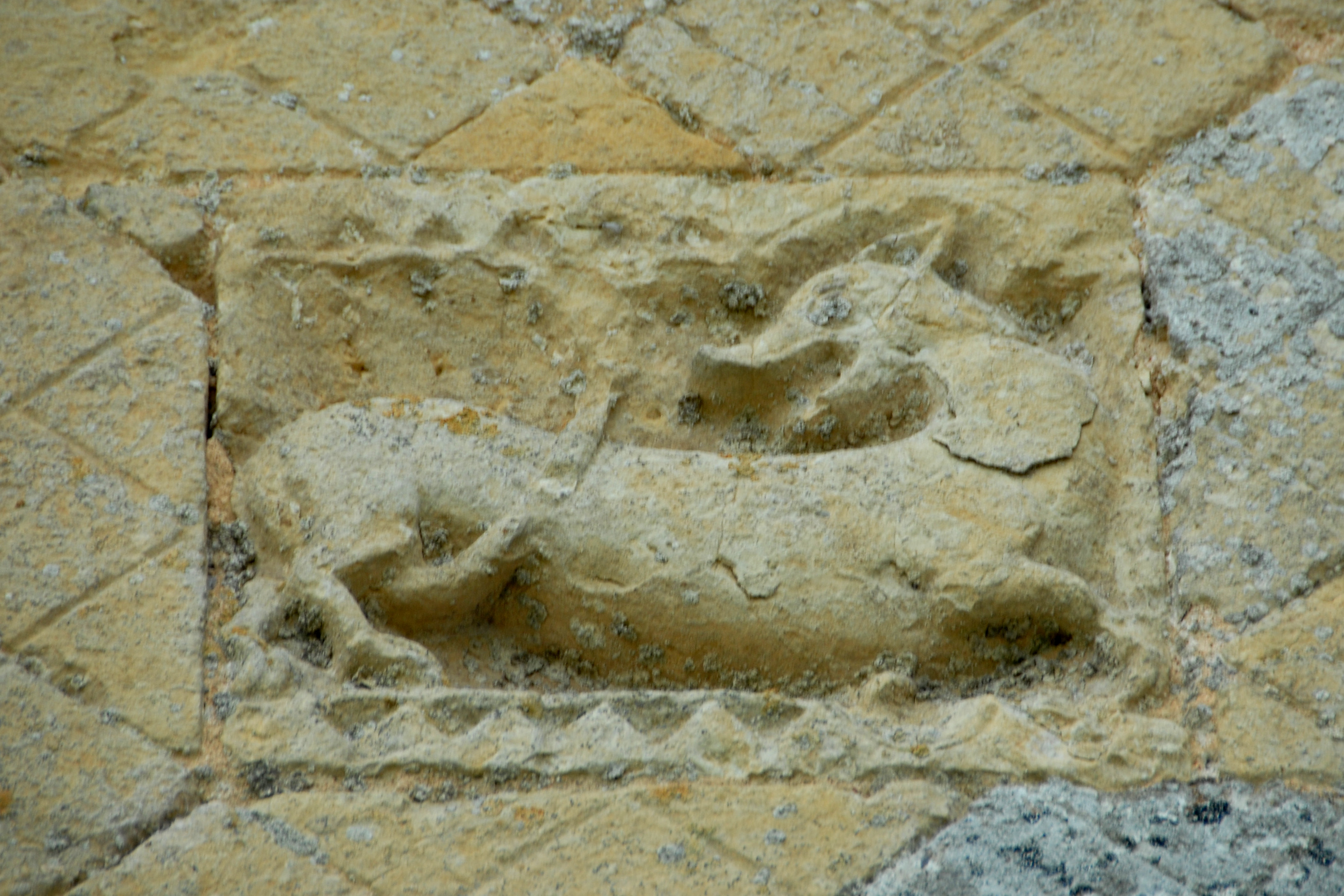
Fassade, Relief rechts der Mitte

Das Kraggesims über dem Hauptportal
Die Wandfläche oberhalb des Kämpferbandes und des äußeren Archivoltenbogens bis hin zum Kraggesims ist mit diagonal verlegten quadratischen Steinplatten bekleidet, die jeweils durch Einritzung von Scheinfugen in vier kleinere Quadrate aufgeteilt sind. Auf Höhe des oberen Bogenscheitels ist auf beiden Seiten je eine rechteckige Steinplatte mit einer flachen tierischen Reliefskulptur eingelassen. Das Kraggesims, beidseitig begrenzt durch die Pfeilervorlagen, war von zehn Kragsteinen unterstützt, von denen noch sieben erhalten sind. Ihre Skulptur besteht überwiegend aus tierischen Köpfen, allerdings auch aus menschlichen Gesichtern. Ein Äffchen (Oberkörper) spielt eine Art Panflöte. Zwischen den Kragsteinen ist das Kraggesims hohlkehlenartig ausgerundet, teils auch skulptiert. Die Wandflächen zwischen den Kragsteinen, die so genannten Metopen, bestehen aus rechteckigen und quadratischen Platten, die jeweils unterschiedlich mit flachen Reliefs ornamentiert sind, die zusammen einen durchlaufenden Fries bilden. Man erkennt sich windende Tierkörper, pflanzliches Rankenwerk, Tierköpfe und sonstiges. Vieles ist stark verwittert.

## Nachweise
1. ↑  Monuments historiques

Koordinaten: 46° 24′ 57,5″ N, 0° 18′ 44,6″ O